# 维瑟河谷采尔
维瑟河谷采尔（發音：[ˈtsɛl ʔɪm ˈviːzn̩ˌtaːl]）是德国巴登-符腾堡州弗赖堡行政区勒拉赫县的城市，面积36.12平方千米，2023年12月31日人口为6,336人。